# 栎城镇
栎城镇，是中华人民共和国河南省驻马店市新蔡县下辖的一个乡镇级行政单位。
1962年建野里公社，1983年改乡，1993年更名为栎城乡。2024年12月6日，撤销栎城乡设立栎城镇。

## 行政区划
栎城镇下辖以下地区：
栎城村、东周庄村、陈楼村、桑庄村、梁凡庄村、韩港村、梁庄村、徐寨村、崔庄村、杜庄村、徐楼村、李元村、周湾村、段庄村、六里棚村、九里棚村、郭庄村、曾寨村和张庙村。